# León (Nicaragua)
León è una città del Nicaragua, in America centrale. Il nome completo della città, coniato durante il colonialismo spagnolo, è Santiago de los Caballeros de León (Santiago dei Cavalieri di León). È il capoluogo del Dipartimento di León. Nel 2005 la città aveva una popolazione stimata in circa 155 000 abitanti. León è la seconda città del Nicaragua, dopo la capitale Managua.
Si trova sulle rive del Río Chiquito, circa 75 chilometri a nord-ovest di Managua, ed 11 ad est delle coste dell'oceano Pacifico. Nonostante sia meno popolosa di Managua, León è il centro intellettuale della nazione grazie all'università fondata nel 1813. León è anche noto come centro industriale e commerciale.

## Storia
La prima città di León venne fondata nel 1524 da Francisco Hernández de Córdoba a circa 30 chilometri dal luogo attuale. L'eruzione del 1610 del vulcano Momotombo, distante tre chilometri, causò gravi danni. Gli abitanti decisero di allontanarsi per evitare altre perdite di vite e beni in seguito a nuove eruzioni. Il nuovo insediamento fu una città precolombiana chiamata Subtiava. Le rovine della città abbandonata vennero scavate nel 1960 divenendo patrimonio dell'umanità dell'UNESCO nel 2000.
León vanta ottimi esempi di architettura coloniale spagnola, tra cui la grande Cattedrale dell'Assunzione, creata tra il 1706 ed il 1740, con due torri aggiunte nel 1746 e nel 1779. Quando il Nicaragua si alleò con le Province Unite dell'America Centrale nel 1839, León divenne capitale dello Stato. Per alcuni anni la capitale venne continuamente spostata tra León e Granada, con il regime liberale che preferiva León, ed il conservatore per Granada, fino alla definitiva scelta di Managua nel 1858, per porre fine alla disputa.
Nel 1950 la città aveva 31 000 abitanti. Il dittatore Anastasio Somoza García vi venne assassinato il 21 settembre 1956 da Rigoberto López Pérez. L'edificio del Museo de Tradiciones y Leyendas venne usato come prigione di detenzione prima della Rivoluzione del 1979. In giro per la città si trovano numerosi murales politici.

## Monumenti e luoghi d'interesse

### Architetture religiose
- Cattedrale Basilica dell'Assunzione di Maria, costruita nella seconda metà del XVII secolo, è stato proclamato dall'UNESCO patrimonio dell'umanità.

## Amministrazione

### Gemellaggi
- Amburgo
- Oxford
- Gettysburg (Pennsylvania)
- New Haven
- Utrecht
- Lund
- Alicante
- Tampere